# Saint-Maclou-la-Brière

Saint-Maclou-la-Brière este o comună în departamentul Seine-Maritime, Franța. În 1 ianuarie 2022 avea o populație de 470 de locuitori.